# Guerra ártica

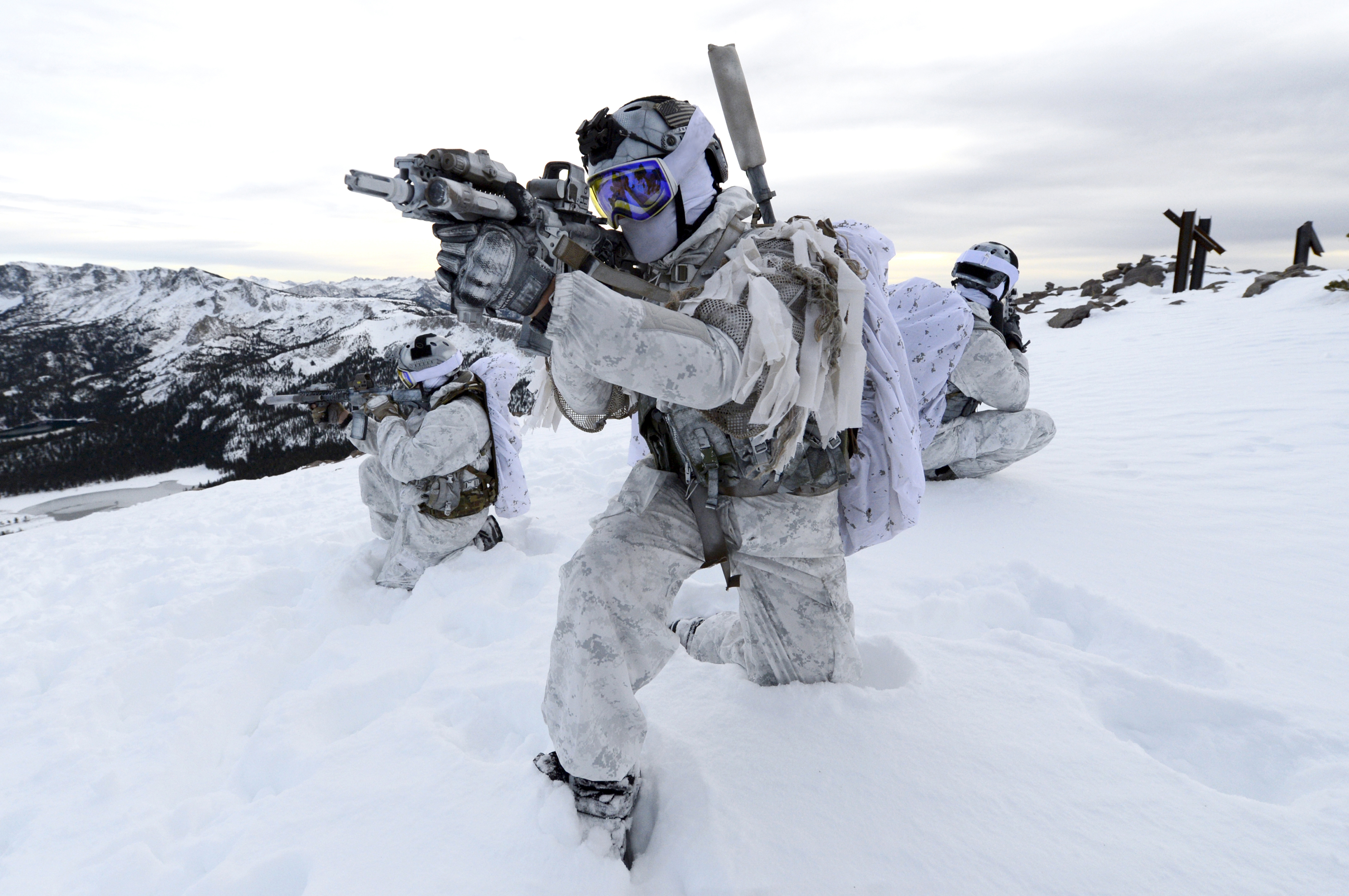
Navy SEALs en invierno

La Guerra ártica o Guerra de invierno es un término usado para describir un conflicto armado que tiene lugar con una meteorología excepcionalmente fría, usualmente en terreno nevado o helado, algunas veces sobre cuerpos de agua cubiertos de hielo. Debe notarse la distinción entre guerra alpina y ártica - La guerra ártica no siempre tiene lugar en terreno montañoso, y la guerra en la montaña no siempre tiene lugar en el frío.

## Historia
Muchas batallas de invierno han tenido lugar en el norte y el este de Europa.
En 1242, la Orden Teutónica perdió la Batalla del Lago Peipus en Nóvgorod.
En 1520, la decisiva Batalla de Bogesund entre Suecia y Dinamarca ocurrió sobre el hielo del lago Åsunden.
Suecia y Dinamarca lucharon muchas guerras durante los siglos XVI y XVII. Como una gran parte de Dinamarca está compuesta de islas, normalmente estaba a salvo de una invasión, pero en enero de 1658, muchas de las aguas danesas se helaron. Carlos X Gustavo de Suecia, condujo a su ejército a través del hielo de los Belts para asediar Copenhague. La guerra terminó con el Tratado de Roskilde, el tratado de paz más favorable para Suecia jamás firmado.
Durante la Gran Guerra del Norte, el rey sueco Carlos XII de Suecia partió para invadir Moscú, pero finalmente fue derrotado en la Batalla de Poltava, después de debilitarse por el tiempo frío y la táctica de tierra quemada. Suecia sufrió más bajas durante la misma guerra, cuando Carl Gustaf Armfeldt, con 6000 hombres trató de invadir Trondheim, y 3000 de ellos murieron durante una ventisca en una montaña cubierta de nieve llamada Öjfjället, cuando se retiraban del territorio noruego.
Otro ejemplo famoso, es el uso de las tropas con esquíes hecho por el Ejército finlandés durante la Guerra de Invierno y la subsiguiente Guerra de Continuación, donde las numéricamente dominantes tropas soviéticas, muchas de ellas de las estepas de Asia Central, tuvieron momentos muy duros luchando contra los soldados moviéndose en esquíes.
En la Operación Barbarroja en 1941, ambos bandos, los soldados rusos y alemanes tuvieron que soportar condiciones terribles durante el invierno ruso. Lo mismo se puede decir de la invasión de Napoleón, donde sus fuerzas fueron detenidas por el llamado General invierno, un término dado a las terribles condiciones invernales rusas.
La Operación Petsamo-Kirkenes conducida por el Ejército Rojo contra la Wehrmacht en 1944, en el norte de Finlandia y Noruega. En la Guerra de Laponia, Finlandia se volvió contra la Alemania nazi, su antiguo aliado.
La Guerra de las Malvinas acabó en junio, cuando el invierno del sur causó problemas logísticos.
La Guerra entre India y Pakistán en Siachen también cae dentro de esta categoría, así como el conflicto de Afganistán.

## Equipo
La guerra ártica depende mucho del equipo. Para sobrevivir, las tropas necesitan ropa y calzado de abrigo, alimentos extra nutricionales, camuflaje blanco, tiendas con sacos de dormir, calentadores y combustible.
La movilidad puede incrementarse con esquíes y raquetas de nieve. Muchos vehículos no están preparados para soportar temperaturas bajo el punto de congelación, y necesitan construirse especialmente para ello. Los neumáticos preparados para la nieve son fundamentales en los vehículos con ruedas.